# 桑安蠣盾介殼蟲
桑安蠣盾介殼蟲（学名：Andaspis mori）为盾介殼蟲科安蠣盾介殼蟲屬下的一个种。